# Tabina
Tabina là một đô thị cấp năm ở tỉnh Zamboanga del Sur, Philippines. Theo điều tra dân số năm 2000, đô thị này có dân số 21.882 người trong 4.017 hộ.

## Các đơn vị hành chính
Tabina, về mặt hành chính, được chia thành 15 khu phố (barangay).
- Abong-abong
- Baganian
- Baya-baya
- Capisan
- Concepcion
- Culabay
- Doña Josefina
- Lumbia
- Mabuhay
- Malim
- Manikaan
- New Oroquieta
- Poblacion
- San Francisco
- Tultolan